# Tivozanib
Tivozanib ou tivozanibe é um fármaco utilizado contra o câncer renal. Foi desenvolvido pela AVEO Pharmaceuticals.
O fármaco é sintetizado a partir da 2'-amino-3',4'-dimetoxiacetofenona, seguida de reações de ciclização, clorinação e condensação.